# Myrmarachne lawrencei
Myrmarachne lawrencei är en spindelart som beskrevs av Roewer 1965. Myrmarachne lawrencei ingår i släktet Myrmarachne och familjen hoppspindlar. Inga underarter finns listade i Catalogue of Life.